# Condado de Stafford (Virginia)
El condado de Stafford (en inglés, Stafford County) es un condado del estado de Virginia, Estados Unidos. Tiene una población estimada, a mediados de 2021, de 160 877 habitantes.
Abarca una zona suburbana de la ciudad de Washington.
La sede del condado es Stafford.

## Geografía
Según la Oficina del Censo, el condado tiene un área total de 725 km², de la cual 697 km² son tierra y 28 km² son agua.

### Condados adyacentes
- Condado de Fauquier (noroeste)
- Condado de Prince William (norte)
- Condado de Charles (Maryland) (este)
- Condado de King George (sureste)
- Ciudad de Caroline (sur)
- Ciudad de Fredericksburg (suroeste)
- Condado de Spotsylvania (suroeste)
- Condado de Culpeper (oeste)

## Demografía
Según la estimación 2016-2020 de la Oficina del Censo, los ingresos medios de los hogares del condado son de $112,247 y los ingresos medios de las familias son de $126,632. Los ingresos per cápita en los últimos doce meses, medidos en dólares de 2020, son de $43,401. Alrededor del 5.5% de la población está por debajo del umbral de pobreza.

### Censo de 2020
| Raza                   | Núm.    | Porc. |
| ---------------------- | ------- | ----- |
| Blancos                | 90 269  | 57.5% |
| Afroamericanos         | 30 400  | 19.4% |
| Amerindios             | 1161    | 0.7%  |
| Asiáticos              | 6251    | 4.0%  |
| Isleños del Pacífico   | 266     | 0.2%  |
| Otras razas            | 9407    | 6.0%  |
| De una mezcla de razas | 19 173  | 12.2% |
| Total                  | 156 927 | 100%  |

Del total de la población, el 15.1% son hispanos o latinos de cualquier raza.

## Localidades
- Falmouth
- Garrisonville
- Stafford
- Hartwood
- Brooke
- Mountain View
- Ruby
- White Oak

## Lugares designados por el censo (CDP)
- Aquia Harbour

## Transporte
- Aeropuerto Regional de Stafford
- I-95
- U.S. 1
- Leeland (estación VRE)
- Brooke (estación VRE)
- Metro de Washington

## Códigos postales
- 22405, 22406, 22554, 22555, 22556

## Educación

### Colleges
- Universidad Mary Washington
- Germanna Community College
- Universidad Strayer

### Escuelas secundarias
- Brooke Point High School
- Colonial Forge High School
- Mountain View High School (Virginia)
- North Stafford High School
- Stafford Senior High School

### Escuelas primarias
- T. Benton Gayle Middle School
- Edward E. Drew Middle School
- Stafford Middle
- Dixon-Smith Middle School
- Rodney Thompson Middle
- A.G. Wright Middle
- H.H. Poole Middle
- Shirley C. Heim Middle

### Escuelas elementales
- Conway Elementary
- Falmouth Elementary
- Ferry Farm Elementary
- Grafton Village Elementary
- Garrisonville Elementary
- Hartwood Elementary
- Kate Waller Barrett Elementary
- Anthony Burns Elementary
- Margaret Brent Elementary
- Anne E. Moncure Elementary
- Park Ridge Elementary
- Rockhill Elementary
- Rocky Run Elementary
- Garrisonville Elementary
- Stafford Elementary
- Hampton Oaks Elementary
- Widewater Elementary
- Winding Creek Elementary

## Principales masas de agua
- Río Rappahannock
- Río Potomac
- Río James
- Riachuelo Aquia